# Derrima henrietta
Derrima henrietta là một loài bướm đêm trong họ Noctuidae.